# Louis Lavelle
Louis Lavelle (Saint-Martin-de-Villeréal, 1883 - Parranquet. 1951) va ser un filòsof francès especialitzat en metafísica. Doctorat per la Sorbona i professor d'institut, durant tota la seva vida va participar en la política del país, des de posicions d'esquerres i obreres. La seva obra més rellevant (inacabada) és La Dialectique de l'éternel présent.
El seu pensament està fortament influït pel d'Henri Bergson. Considera que l'esperit és l'essència de la realitat (seguint l'idealisme platònic) i que està lligat a la consciència. Per tant, l'ésser humà es defineix pels seus actes i la reflexió moral que hi associa i que el defineix com a persona. Aquesta definició té lloc en el món sensible i físic, que és l'únic real.